# Entomobrya pulchra
Entomobrya pulchra is een springstaartensoort uit de familie van de Entomobryidae. De wetenschappelijke naam van de soort is voor het eerst geldig gepubliceerd in 1897 door Schaeffer.